# 一期一振
一期一振（一期一振/いちごひとふり）是粟田口吉光所作的日本刀（太刀）。被享保名物帳燒失之部所記載的名物。宮內廳將其編號為御物番号28『山城国吉光御太刀』。刀名的意思是一生只作一振的太刀。

## 由來
粟田口吉光是鎌倉時代中期在山城國活躍的刀工，其鍛造之日本刀，與正宗、鄉義弘等被認為是名物三作，自古以來受到珍藏。粟田口吉光的作品大多數為短刀，而太刀卻僅有一振（振為日本刀的量詞），因此細川幽齋將其命名為「一期一振」。
由來有越前朝倉家傳來、本阿彌祐德在堺市用銀三十枚買入並被豐臣秀吉用金10枚要求上供、天正18年(1590年)由毛利家上供豐臣秀吉等，各種不同說法。
『豊臣家御腰物帳』記載了豐臣家收藏的名刀，由一之箱至七之箱分門別類，而一期一振被收納在最前的「一之箱」中，而其中也記載了骨喰藤四郎被收藏在接著的第二把。此外，目貫（めぬき）與笄（こうがい）已經被後藤祐乗製作的配件替換。
大坂夏之陣時，大坂城陷落之際燒毀，初代越前康継（下坂康継）將其重新鍛造。此時原本二尺八寸三分的刀，磨製為二尺二寸三分，銘也變更為額銘，並記錄在「享保名物帳」中。根據「駿府政事錄」所述，大阪城陷落後隔二月的16日，由京都下坂，重新鍛造遭毀的刀。其後本作被保存於名古屋城，「名物帳」也分別記錄了此刀為將軍家和尾張家之物。
時至幕末，文久3年（1863年）第15代尾張藩主徳川茂徳將一期一振獻上給孝明天皇。此後便成為御物，由歷代天皇繼承，上皇明仁在繼承時，被列為御由緒物，屬於日本相続税法第12條第1項第1號所規定的非課稅繼承財產。

## 作風
刃長68.78公分、反2.58公分、莖反幾乎沒有、元幅3.18公分、先幅2.36公分、元重0.76公分、先重0.67公分、莖長17.27公分、切先長3.48公分。鎬造、庵棟、豬首切先。
作為御由緒物的刀劍，承擔許多宮中祭祀等功能。御由緒物的一期一振，與1909年（明治42年）公爵伊藤博邦獻上的相州行光太刀（御由緒物）共同在毎年10月17日進行的宮中神嘗祭時被使用。

## 腳註

### 出典
1. 1 2 3 4 5 6 7 8 9 10 11  福永 1993.
2. ↑  柴田, 光男; 大河内, 常平, , 雄山閣出版: 255, 2005, ISBN 4-639-01881-9
3. ↑  本阿弥光徳, 本間順治 , 编, , 便利堂, 1943
4. ↑  佐藤貫一, , 日本美術刀剣保存協会: 101–102, 1960
5. 1 2  福永 1993，第87頁.
6. ↑  福永 1993，第87-88頁.
7. ↑  本間順治; 佐藤貫一, , 大塚巧藝社: 50, 1968-07